# Salsette
Salsette er en ø i staten Maharashtra på Indien vestkyst. Byerne Mumbai (tidligere Bombay), Thane og Mira-Bhayandar ligger på øen, hvilket gør det til den 14. mest befolkede ø og en af de ti tættest befolkede øer i verden. Der bor omkring 15,1 millioner mennesker på et område på 619 km².
Øen var en del af Det portugisiske koloniimperium fra 1534-1601, hvorefter den blev overdraget til Storbritannien.
19°12′N 72°54′Ø / 19.2°N 72.9°Ø